# آنجلو بادالامنتی
آنجلو بادالامنتی (به انگلیسی: Angelo Badalamenti) آهنگساز آمریکایی بود که بیشتر به خاطر آهنگسازی موسیقی فیلم‌های دیوید لینچ مشهور است.

## زندگی شخصی و مرگ
بادالامنتی و همسرش لونی در سال ۱۹۶۸ ازدواج کردند و صاحب دو فرزند شدند. او در ۱۱ دسامبر ۲۰۲۲ در سن ۸۵ سالگی در خانه خود در لینکلن پارک، نیوجرسی درگذشت. پس از مرگ او، چندین چهره صنعت فیلم به بادالامنتی ادای احترام کردند. دیوید لینچ، هنگام اجرای برنامه روزانه خود از گزارش هواشناسی در ۱۲ دسامبر، اظهار داشت که «امروز… موسیقی نیست».

## موسیقی متن فیلم
- مخمل آبی (۱۹۸۶)
- کابوس در خیابان الم ۳: مبارزان رؤیا (۱۹۸۷)
- خویشاوندها (۱۹۸۹)
- تا بهار صبر کن، باندینی (۱۹۸۹)
- تویین پیکس (۱۹۹۰)
- از ته دل وحشی (۱۹۹۰)
- توئین پیکس: با من بر آتش برو (۱۹۹۱)
- بزرگراه گمشده (۱۹۹۷)
- داستان استریت (۱۹۹۹)
- جاده آرلینگتون (۱۹۹۹)
- دختر روی پل (۱۹۹۹)
- ساحل (۲۰۰۰)
- مالهالند درایو (۲۰۰۱)
- خانه زدگی (۲۰۰۲)
- قبل از سقوط (فیلم) (۲۰۰۴) (آلمانی: NaPolA: Hitler's Elite)
- ایولنکو (۲۰۰۴)
- یکشنبه طولانی نامزدی (۲۰۰۴) (فرانسوی: Un long dimanche de fiançailles)
- آب تیره  (۲۰۰۵)
- قلمرو: پیش‌درآمدی بر جن‌گیر (۲۰۰۵)
- فارنهایت (بازی رایانه‌ای) (۲۰۰۵)
- مرد حصیری (۲۰۰۶)
- لبه عشق (۲۰۰۸)
- زندگی پی (۲۰۰۹)
- سینه ۴۴ اینچی (۲۰۰۹)
- منشی (۲۰۱۰)